# Lijst van voetbalinterlands Iran - Slowakije
Deze lijst van voetbalinterlands is een overzicht van alle officiële voetbalwedstrijden tussen de nationale teams van Iran en Slowakije. De landen speelden tot op heden twee keer tegen elkaar. Het eerste duel was een vriendschappelijke wedstrijd in Bratislava op 15 augustus 2001. De laatste ontmoeting, eveneens een vriendschappelijke wedstrijd, vond plaats op 6 februari 2002 in Teheran.

## Wedstrijden
| № | Plaats     | Datum            | Competitie        | Wedstrijd        | Uitslag |
| - | ---------- | ---------------- | ----------------- | ---------------- | ------- |
| 1 | Bratislava | 15 augustus 2001 | Vriendschappelijk | Slowakije – Iran | 3 – 4   |
| 2 | Teheran    | 6 februari 2002  | Vriendschappelijk | Iran – Slowakije | 2 – 3   |

## Samenvatting
| Competitie        | Totaal gespeeld | Winst Iran | Gelijk | Winst Slowakije | Doelsaldo Iran – Slowakije |
| ----------------- | --------------- | ---------- | ------ | --------------- | -------------------------- |
| Vriendschappelijk | 2               | 1          | 0      | 1               | 6 – 6                      |
| Totaal            | 2               | 1          | 0      | 1               | 6 – 6                      |

## Details

### Eerste ontmoeting
De eerste ontmoeting tussen de nationale voetbalploegen van Iran en Slowakije vond plaats op 15 augustus 2001. Het vriendschappelijke duel, bijgewoond door 3.421 toeschouwers, werd gespeeld in Tehelné Pole in Bratislava, en stond onder leiding van scheidsrechter Drago Kos uit Slovenië. Hij deelde twee gele kaarten uit. Bij Slowakije maakte doelpuntenmaker Tomáš Oravec (MFK Ružomberok) zijn debuut voor de nationale ploeg.
| Slowakije | 3 – 4        | Iran |
| Tomáš Oravec 18' Tomáš Oravec 19' Róbert Vittek 30' | goals        | 7' Ali Karimi 17' Ali Karimi 43' Ali Reza Nikbakht-Vahedi 83' Ali Karimi |
| Jozef Adamec | bondscoach   | Miroslav Blažević |
| Miroslav König 46' Miroslav Karhan Vladimír Kinder Milan Timko Vladimír Labant Igor Bališ Vladimír Janočko 68' Peter Németh 46' Robert Vittek 46' Vratislav Greško 46' Tomáš Oravec 71' | opstellingen | 46' Ibrahim Mirzapour Rahman Rezaei Behrouz Rahbarifar 59' Yahya Golmohammadi Mehdi Mahdavikia 52' Ali Reza Nikbakht-Vahedi Sirous Dinmohammadi 80' Javad Nekounam Mehrdad Minavand Ali Karimi Ali Daei |
| Miroslav Hýll 46' Peter Dzúrik 46' Peter Babnic 46' Attila Pinte 46' Henrich Benčik 68' Marián Šuchančok 71'                                                                            | wissels      | 46' Davoud Fanaei 52' Vahid Hashemian 59' Javad Kazemiyan 80' Pejman Jamsheedi |
| Miroslav Karhan 59' | gele kaarten | 69' Ali Karimi |

### Tweede ontmoeting
De tweede ontmoeting tussen de nationale voetbalploegen van Iran en Slowakije vond plaats op 6 februari 2002. Het vriendschappelijke duel, bijgewoond door 10.000 toeschouwers, werd gespeeld in het Azadi Stadion in Teheran, en stond onder leiding van scheidsrechter Masoud Moradi uit Iran. Hij deelde drie gele kaarten uit. Bij Slowakije maakten de volgende spelers hun debuut voor de nationale ploeg: Branislav Rzeszoto, Ondrej Debnár, Martin Petráš, Ľubomír Talda, Marek Mintál, Juraj Czinege, Mário Breška, Rastislav Michalík, Tomáš Gerich, Marián Čišovský en Eduard Hrnčár. Het was het eerste duel onder leiding van Slowaakse bondscoach Ladislav Jurkemik.
| Iran | 2 – 3        | Slowakije |
| Ali Karimi 19' Ali Karimi 80' (pen.) | goals        | 5' Ľuboš Reiter 25' Ľuboš Reiter 67' Marek Mintál |
| Branko Ivanković | bondscoach   | Ladislav Jurkemik |
| Davoud Fanaei Hussain Kabi Mehrdad Minavand Yahya Golmohammadi Mohammad Ali Peyrovani Javad Nekounam 65' Hamed Kavianpour Ali Karimi Pejman Jamshidi 52' Eman Mobali 46' Daryush Yazdani 46' | opstellingen | 46' Miroslav Hýll Roman Kratochvíl Ondrej Debnár Martin Petráš 64' Ľubomír Talda 75' Juraj Czinege Peter Dzúrik 46' Rastislav Michalík 46' Tomáš Gerich 46' Ľuboš Reiter 76' Henrich Benčík |
| Rasoul Khatibi 46' Farhad Majidi 46' Javad Kazemiyan 52' Hamid Aziz-Zadeh 65' | wissels      | 46' Branislav Rzeszoto 46' Anton Šoltis 46' Marián Čišovský 46' Ľubomír Meszároš 64' Marek Mintál 75' Mário Breška 76' Eduard Hrnčár                                                        |
| Mehrdad Minavand ??' | gele kaarten | ??' Peter Dzúrik ??' Ľuboš Reiter |

FFIRI · 
A-internationals · 
Selecties · Bondscoaches · 
Statistieken · 
Iraans vrouwenelftal · 
Iran U21 · 
Iran U20 · 
Iran U19 · 
Iran U18 · 
Iran U17
1940 – 1969 · 
1970 – 1979 · 
1980 – 1989 · 
1990 – 1999 · 
2000 – 2009 · 
2010 – 2019 ·
2020 − 2029
Asian Cup 1960 · 
Asian Cup 1968 · 
Asian Cup 1972 · 
Asian Cup 1976 · 
Asian Cup 1980 · 
Asian Cup 1984 · 
Asian Cup 1988 · 
Asian Cup 1992 · 
Asian Cup 1996 · 
Asian Cup 2000 · 
Asian Cup 2004 · 
Asian Cup 2007 · 
Asian Cup 2011
WK 1978 · 
WK 1998 · 
WK 2006 · 
WK 2014 · 
WK 2018
OS 1964 · 
OS 1972 · 
OS 1976
1941 · 
1942–1946 · 
1947 · 
1948 · 
1949 · 
1950 · 
1951 · 
1952 · 
1953–1957 · 
1958 · 
1959 · 
1960–1961 · 
1962 · 
1963 · 
1964 · 
1965 · 
1966 · 
1967 · 
1968 · 
1969 · 
1970 · 
1971 · 
1972 · 
1973 · 
1974 · 
1975 · 
1976 · 
1977 · 
1978 · 
1979 · 
1980 · 
1981 · 
1982 · 
1983 · 
1984 · 
1985 · 
1986 · 
1987 · 
1988 · 
1989 · 
1990 · 
1991 · 
1992 · 
1993 · 
1994 · 
1995 · 
1996 · 
1997 · 
1998 · 
1999 · 
2000 · 
2001 · 
2002 · 
2003 · 
2004 · 
2005 · 
2006 · 
2007 · 
2008 · 
2009 · 
2010 · 
2011 · 
2012 ·
2013 ·
2014 ·
2015 ·
2016 ·
2017 ·
2018 ·
2019 ·
2020 ·
2021 ·
2022 ·
2023 ·
2024
Afghanistan ·
Albanië ·
Algerije ·
Angola ·
Argentinië ·
Armenië ·
Australië ·
Azerbeidzjan ·
Bahrein ·
Bangladesh ·
Bolivia ·
Bosnië en Herzegovina ·
Botswana ·
Brazilië ·
Bulgarije ·
Burkina Faso ·
Cambodja ·
Canada ·
Chili ·
China ·
Costa Rica ·
Cyprus ·
Denemarken ·
Duitsland ·
Ecuador ·
Egypte ·
Engeland ·
Filipijnen ·
Frankrijk ·
Georgië ·
Ghana ·
Guam ·
Guatemala ·
Guinee ·
Hongarije ·
Hongkong ·
Ierland ·
IJsland ·
India ·
Indonesië ·
Irak ·
Israël ·
Jamaica ·
Japan ·
Jemen ·
Joegoslavië ·
Jordanië ·
Kameroen ·
Kazachstan ·
Kenia ·
Kirgizië ·
Koeweit ·
Kroatië ·
Laos ·
Libanon ·
Libië ·
Litouwen ·
Madagaskar ·
Malediven ·
Maleisië ·
Mali ·
Marokko ·
Mexico ·
Montenegro ·
Mozambique ·
Myanmar ·
Nederland ·
Nepal ·
Nicaragua ·
Nieuw-Zeeland ·
Nigeria ·
Noord-Korea ·
Noord-Macedonië ·
Oeganda ·
Oekraïne ·
Oezbekistan ·
Oman ·
Oostenrijk ·
Pakistan ·
Palestina ·
Panama ·
Papoea-Nieuw-Guinea ·
Paraguay ·
Peru ·
Polen ·
Portugal ·
Qatar ·
Roemenië ·
Rusland ·
Saoedi-Arabië ·
Schotland ·
Senegal ·
Sierra Leone ·
Singapore ·
Slowakije ·
Sovjet-Unie ·
Spanje ·
Sri Lanka ·
Syrië ·
Tadzjikistan ·
Taiwan ·
Thailand ·
Togo ·
Trinidad en Tobago ·
Tsjecho-Slowakije ·
Tunesië ·
Turkije ·
Turkmenistan ·
Uruguay ·
Venezuela ·
Verenigde Arabische Emiraten ·
Verenigde Staten ·
Vietnam ·
Wales ·
Wit-Rusland ·
Zambia ·
Zuid-Jemen ·
Zuid-Korea ·
Zweden
Angola (2006) ·
Argentinië (2014) ·
Bosnië en Herzegovina (2014) ·
Marokko (2018) ·
Mexico (2006) ·
Nigeria (2014) ·
Portugal (2006) ·
Portugal (2018) ·
Spanje (2018)
SFZ · A-internationals · Bondscoaches · Statistieken · Slowaaks vrouwenelftal · Olympisch elftal · Slowakije U21 · Slowakije U20 · Slowakije U19 · Slowakije U18 · Slowakije U17 · Slowakije U16
1939 – 1944 · 1992 – 1999 · 2000 – 2009 · 2010 – 2019 · 2020 − 2029
EK's: 2016 · 2020 · 2024
WK's: 2010
OS: 2000
1939 · 1940 · 1941 · 1942 · 1943 · 1944 · 1945–1991 · 1992 · 1993 · 1994 · 1995 · 1996 · 1997 · 1998 · 1999 · 2000 · 2001 · 2002 · 2003 · 2004 · 2005 · 2006 · 2007 · 2008 · 2009 · 2010 · 2011 · 2012 · 2013 · 2014 · 2015 · 2016 · 2017 · 2018 · 2019 · 2020 · 2021
Algerije · 
Andorra · 
Argentinië ·
Armenië · 
Australië · 
Azerbeidzjan · 
België · 
Bolivia · 
Bosnië en Herzegovina · 
Brazilië · 
Bulgarije · 
Chili · 
Colombia · 
Costa Rica · 
Cyprus · 
Denemarken · 
Duitsland · 
Egypte · 
Engeland · 
Estland · 
Faeröer · 
 Finland · 
Frankrijk · 
Georgië · 
Gibraltar · 
Griekenland · 
Guatemala · 
Hongarije · 
Ierland · 
IJsland · 
Iran · 
Israël · 
Italië · 
Japan · 
Joegoslavië · 
Jordanië · 
Kameroen · 
Kazachstan ·
Koeweit ·
Kroatië · 
Letland · 
Libanon ·
Liechtenstein · 
Litouwen ·
Luxemburg · 
Malta · 
Marokko · 
Mexico ·
Moldavië · 
Montenegro ·
Nederland · 
Nieuw-Zeeland · 
Noord-Ierland ·
Noord-Macedonië ·
Noorwegen ·
Oeganda · 
Oekraïne · 
Oezbekistan · 
Oostenrijk · 
Paraguay · 
Peru · 
Polen · 
Portugal · 
Roemenië · 
Rusland · 
San Marino · 
Saoedi-Arabië · 
Schotland · 
Servië en Montenegro ·
Slovenië · 
Spanje · 
Thailand · 
Tsjechië · 
Turkije · 
Verenigde Arabische Emiraten · 
Verenigde Staten · 
Wales · 
Wit-Rusland · 
Zuid-Korea · 
Zweden · 
Zwitserland
Engeland (2016) ·
Nieuw-Zeeland (2010) · 
Polen (2021) · 
Rusland (2016) · 
Spanje (2021) · 
Wales (2016) · 
Zweden (2021)